# Ácido lignocérico
O ácido lignocérico ou ácido tetracosanóico é o ácido graxo saturado de cadeia linear com 24 carbonos, de fórmula química C23H47COOH.
O ácido lignocérico é um subproduto da produção de lignina.
A redução do ácido lignocérico gera o álcool lignocérico.